# Daocheng
Daocheng (en tibetano: འདབ་པ, wylie: ʻdab pa, ZWPY: Dabba ; en chino, 稻城; pinyin, Dàochéng)  es un condado bajo la administración directa de la Prefectura Garze. Se ubica al oeste de la provincia de Sichuan, en el corazón geográfico de la República Popular China. Su área es de 7088 km² y su población total para 2010 superó los 30 mil habitantes,

## Administración
El condado de Daocheng se divide en 13 pueblos que se administran en 5 poblados y 8 villas.

## Toponimia
Daocheng originalmente Daoba (稻坝), es la transliteración china del nombre tibetano Dabba que significa "lugar abierto en la entrada del valle".
En 1911 se estableció oficialmente el Condado Daoba, bajo la jurisdicción de la Prefectura Kangding. Según las  Crónicas de Xikang (西康图经) se cambió el nombre de Daoba a Daocheng (稻成 'arroz y éxito') porque se intentó cultivar arroz en esta área, con la esperanza de tener éxito". 
En 1939, con la creación de la Provincia de Xikang, el sinograma Cheng (成 'éxito') fue cambiado por su homófono Cheng (城 ciudad), por lo que el topónimo Daocheng adquirió un origen chino que significa 'ciudad del arroz'.

## Clima
Daocheng tiene un clima continental húmedo influenciado por el monzón, con veranos húmedos, lluviosos y cálidos, e inviernos fríos y secos debido a la alta presión que se forma sobre la meseta tibetana durante esos meses. Las nevadas son más frecuentes en primavera y otoño, ya que las precipitaciones son escasas en invierno.
| Parámetros climáticos promedio de Daocheng (1981−2010) | Parámetros climáticos promedio de Daocheng (1981−2010) | Parámetros climáticos promedio de Daocheng (1981−2010) | Parámetros climáticos promedio de Daocheng (1981−2010) | Parámetros climáticos promedio de Daocheng (1981−2010) | Parámetros climáticos promedio de Daocheng (1981−2010) | Parámetros climáticos promedio de Daocheng (1981−2010) | Parámetros climáticos promedio de Daocheng (1981−2010) | Parámetros climáticos promedio de Daocheng (1981−2010) | Parámetros climáticos promedio de Daocheng (1981−2010) | Parámetros climáticos promedio de Daocheng (1981−2010) | Parámetros climáticos promedio de Daocheng (1981−2010) | Parámetros climáticos promedio de Daocheng (1981−2010) | Parámetros climáticos promedio de Daocheng (1981−2010) |
| Mes                                                    | Ene.                                                   | Feb.                                                   | Mar.                                                   | Abr.                                                   | May.                                                   | Jun.                                                   | Jul.                                                   | Ago.                                                   | Sep.                                                   | Oct.                                                   | Nov.                                                   | Dic.                                                   | Anual                                                  |
| ------------------------------------------------------ | ------------------------------------------------------ | ------------------------------------------------------ | ------------------------------------------------------ | ------------------------------------------------------ | ------------------------------------------------------ | ------------------------------------------------------ | ------------------------------------------------------ | ------------------------------------------------------ | ------------------------------------------------------ | ------------------------------------------------------ | ------------------------------------------------------ | ------------------------------------------------------ | ------------------------------------------------------ |
| Temp. máx. abs. (°C)                                   | 23.1                                                   | 23.7                                                   | 29.0                                                   | 30.1                                                   | 31.3                                                   | 35.4                                                   | 35.6                                                   | 32.7                                                   | 31.4                                                   | 29.0                                                   | 24.4                                                   | 21.2                                                   | '                                                      |
| Temp. máx. media (°C)                                  | 9.6                                                    | 11.8                                                   | 14.8                                                   | 17.8                                                   | 22.0                                                   | 24.1                                                   | 24.9                                                   | 24.2                                                   | 21.9                                                   | 18.5                                                   | 13.8                                                   | 9.8                                                    | 17.8                                                   |
| Temp. media (°C)                                       | -1.1                                                   | 1.9                                                    | 5.5                                                    | 8.7                                                    | 12.6                                                   | 15.2                                                   | 16.0                                                   | 15.2                                                   | 12.7                                                   | 8.4                                                    | 2.7                                                    | -1.4                                                   | 8                                                      |
| Temp. mín. media (°C)                                  | -9.2                                                   | -6.2                                                   | -2.1                                                   | 1.6                                                    | 5.4                                                    | 9.1                                                    | 10.4                                                   | 9.8                                                    | 7.4                                                    | 2.1                                                    | -4.9                                                   | -9.3                                                   | 1.2                                                    |
| Temp. mín. abs. (°C)                                   | -18.5                                                  | -15.8                                                  | -11.7                                                  | -7.1                                                   | -3.7                                                   | 1.2                                                    | 2.7                                                    | 0.9                                                    | -1.5                                                   | -7.1                                                   | -12.8                                                  | -18.6                                                  | '                                                      |
| Precipitación total (mm)                               | 1.4                                                    | 2.9                                                    | 12.5                                                   | 31.6                                                   | 52.8                                                   | 118.5                                                  | 145.4                                                  | 124.9                                                  | 98.5                                                   | 33.1                                                   | 3.9                                                    | 1.3                                                    | 626.8                                                  |
| Humedad relativa (%)                                   | 33                                                     | 34                                                     | 41                                                     | 49                                                     | 53                                                     | 65                                                     | 71                                                     | 72                                                     | 74                                                     | 64                                                     | 47                                                     | 39                                                     | 53.5                                                   |
| Fuente: China Meteorological Data Service Center       |                                                        |                                                        |                                                        |                                                        |                                                        |                                                        |                                                        |                                                        |                                                        |                                                        |                                                        |                                                        |                                                        |